# Campionato Dilettanti Marche 1957-1958
Il Campionato Nazionale Dilettanti 1957-1958 è stato il V livello del campionato italiano. A carattere regionale, fu il primo campionato dilettantistico con questo nome, e il sesto se si considera che alla Promozione fu cambiato il nome assegnandogli questo.
Il campionato era organizzato su base regionale dalle Leghe Regionali e le vincenti di ogni girone venivano ammesse alla successiva fase regionale che attribuiva il titolo di lega, mentre erano complessivamente trentadue squadre, distribuite fra le regioni secondo lo schema della vecchia Promozione, a contendersi lo Scudetto Dilettanti.
Questo è il girone organizzato dalla Lega Regionale Marchigiana per la regione Marche.

## Squadre partecipanti
| Squadra                | Città (provincia)        | Stagione precedente |
| ---------------------- | ------------------------ | ------------------- |
| G.S. Castelfidardo     | Castelfidardo (MC)       |                     |
| S.S. Fabriano          | Fabriano (AN)            |                     |
| A.S. Falconarese       | Falconara Marittima (AN) |                     |
| U.S. Fermana           | Fermo (AP)               |                     |
| U.S. Junior            | Ancona                   |                     |
| S.S. Maceratese        | Macerata                 |                     |
| S.S. Pian San Lazzaro  | Ancona                   |                     |
| S.S. Portorecanati     | Porto Recanati (MC)      |                     |
| S.S. Pro Calcio Ascoli | Ascoli Piceno            |                     |
| U.S. Recanatese        | Recanati (MC)            |                     |
| S.S. Robur             | Grottammare (AP)         |                     |
| A.S. San Crispino      | Porto Sant'Elpidio (AP)  |                     |
| U.S. Tolentino         | Tolentino (MC)           |                     |
| U.S. Victoria          | Pesaro                   |                     |
| S.P. Vis-Sauro         | Pesaro                   |                     |

## Classifica finale
|  | Pos. | Squadra           | Pt | G  | V  | N  | P  | GF | GS  | DR  |
|  | ---- | ----------------- | -- | -- | -- | -- | -- | -- | --- | --- |
|  | 1.   | Maceratese        | 47 | 28 | 21 | 5  | 2  | 75 | 25  | +50 |
|  | 2.   | Vis Sauro Pesaro  | 45 | 28 | 19 | 7  | 2  | 52 | 15  | +37 |
|  | 3.   | Fermana           | 43 | 28 | 18 | 7  | 3  | 54 | 18  | +36 |
|  | 4.   | Recanatese        | 40 | 28 | 17 | 6  | 5  | 60 | 25  | +35 |
|  | 5.   | Falconarese       | 35 | 28 | 14 | 7  | 7  | 54 | 38  | +16 |
|  | 6.   | San Crispino      | 30 | 28 | 11 | 8  | 9  | 46 | 36  | +10 |
|  | 7.   | Portorecanati     | 30 | 28 | 12 | 6  | 10 | 37 | 22  | +15 |
|  | 8.   | Castelfidardo     | 27 | 28 | 9  | 9  | 10 | 38 | 36  | +2  |
|  | 9.   | Tolentino (-1)    | 24 | 28 | 9  | 7  | 12 | 40 | 39  | +1  |
|  | 10.  | Pro Calcio Ascoli | 21 | 28 | 7  | 7  | 14 | 27 | 44  | -17 |
|  | 11.  | Robur             | 20 | 28 | 6  | 8  | 14 | 25 | 49  | -24 |
|  | 12.  | Piano San Lazzaro | 18 | 28 | 4  | 10 | 14 | 24 | 48  | -24 |
|  | 13.  | Victoria          | 15 | 28 | 2  | 11 | 15 | 23 | 42  | -19 |
|  | 14.  | Junior            | 12 | 28 | 3  | 6  | 19 | 19 | 55  | -36 |
|  | 14.  | Fabriano          | 12 | 28 | 3  | 6  | 19 | 22 | 104 | -82 |

Legenda:
      Campione marchigiano del C.N.D. e ammesso alle finali nazionali, promosso in Campionato Interregionale 1958-1959.
      Successivamente ammesso in Campionato Interregionale 1958-1959.
      Retrocesso in Prima Divisione.
Regolamento:
Due punti a vittoria, uno a pareggio, zero a sconfitta.
Pari merito in caso di pari punti.
Note:
Tolentino ha scontato 1 punto di penalizzazione in classifica per una rinuncia.

### Giornali
- Archivio della Gazzetta dello Sport, stagione 1957-1958, consultabile presso le Biblioteche:
  - Biblioteca Nazionale Braidense di Milano;
  - Biblioteca Nazionale Centrale di Firenze;
  - Biblioteca Nazionale Centrale di Roma;
  - Biblioteca Civica Berio di Genova;
  - e presso Emeroteca del C.O.N.I. di Roma (non è online ma è da consultare in sede).

### Libri
- Annuario degli Enti Federali e delle Società 1956-1957, edito dalla FIGC, da cui sono stati tratti i colori e le denominazioni delle società qui esposte.